# Unione Sportiva Arezzo 1972-1973
Questa voce raccoglie le informazioni riguardanti l'Unione Sportiva Arezzo nelle competizioni ufficiali della stagione 1972-1973.

## Rosa
| N. |                   | Ruolo | Calciatore            |
| -- | ----------------- | ----- | --------------------- |
|    | Italia (bandiera) | P     | Fabio Arrigucci       |
|    | Italia (bandiera) | A     | Sergio Bagatti        |
|    | Italia (bandiera) | D     | Bruno Baiardo         |
|    | Italia (bandiera) | C     | Andrea Baldi          |
|    | Italia (bandiera) | C     | Lorenzo Barlassina    |
|    | Italia (bandiera) | C     | Gabriele Bolognesi    |
|    | Italia (bandiera) | P     | Paolo Conti           |
|    | Italia (bandiera) | C     | Piero Cucchi          |
|    | Italia (bandiera) | A     | Leonardo Di Francesco |
|    | Italia (bandiera) | D     | Luigi Farina          |
|    | Italia (bandiera) | D     | Pietro Fontana        |
|    | Italia (bandiera) | A     | Francesco Graziani    |
|    | Italia (bandiera) | P     | Paolo Mariutti        |

| N. |                   | Ruolo | Calciatore          |
| -- | ----------------- | ----- | ------------------- |
|    | Italia (bandiera) | C     | Giuseppe Martini    |
|    | Italia (bandiera) | C     | Domenico Neri       |
|    | Italia (bandiera) | D     | Elio Parolini       |
|    | Italia (bandiera) | D     | Vincenzo Pilone     |
|    | Italia (bandiera) | C     | Livio Pin           |
|    | Italia (bandiera) | D     | Valeriano Prestanti |
|    | Italia (bandiera) | C     | Federico Righi      |
|    | Italia (bandiera) | A     | Davide Tazzioli     |
|    | Italia (bandiera) | A     | Luigi Tonani        |
|    | Italia (bandiera) | D     | Benvenuto Vergani   |
|    | Italia (bandiera) | A     | Mauro Zampollini    |
|    | Italia (bandiera) | A     | Gianfranco Zeli     |

## Risultati

### Serie B

#### Girone di andata
| 17 settembre 1972 1ª giornata | Arezzo | 1 – 1 | Lecco |  |

| 24 settembre 1972 2ª giornata | Varese | 0 – 2 | Arezzo |  |

| 1º ottobre 1972 3ª giornata | Arezzo | 2 – 0 | Cesena |  |

| 8 ottobre 1972 4ª giornata | Brindisi | 1 – 0 | Arezzo |  |

| 15 ottobre 1972 5ª giornata | Arezzo | 2 – 0 | Perugia |  |

| 22 ottobre 1972 6ª giornata | Monza | 1 – 1 | Arezzo |  |

| 29 ottobre 1972 7ª giornata | Arezzo | 1 – 1 | Foggia |  |

| 5 novembre 1972 8ª giornata | Novara | 2 – 0 | Arezzo |  |

| 12 novembre 1972 9ª giornata | Arezzo | 0 – 0 | Taranto |  |

| 19 novembre 1972 10ª giornata | Catanzaro | 0 – 0 | Arezzo |  |

| 26 novembre 1972 11ª giornata | Arezzo | 0 – 0 | Como |  |

| 3 dicembre 1972 12ª giornata | Arezzo | 0 – 1 | Genoa |  |

| 10 dicembre 1972 13ª giornata | Brescia | 1 – 1 | Arezzo |  |

| 17 dicembre 1972 14ª giornata | Reggina | 2 – 0 | Arezzo |  |

| 24 dicembre 1972 15ª giornata | Arezzo | 0 – 0 | Ascoli |  |

| 30 dicembre 1972 16ª giornata | Catania | 1 – 0 | Arezzo |  |

| 7 gennaio 1973 17ª giornata | Arezzo | 2 – 1 | Mantova |  |

| 14 gennaio 1973 18ª giornata | Bari | 1 – 0 | Arezzo |  |

| 21 gennaio 1973 19ª giornata | Arezzo | 1 – 0 | Reggiana |  |

#### Girone di ritorno
| 4 febbraio 1973 20ª giornata | Lecco | 0 – 0 | Arezzo |  |

| 11 febbraio 1973 21ª giornata | Arezzo | 0 – 0 | Varese |  |

| 18 febbraio 1973 22ª giornata | Cesena | 2 – 0 | Arezzo |  |

| 25 febbraio 1973 23ª giornata | Arezzo | 1 – 0 | Brindisi |  |

| 4 marzo 1973 24ª giornata | Perugia | 0 – 0 | Arezzo |  |

| 11 marzo 1973 25ª giornata | Arezzo | 2 – 0 | Monza |  |

| 18 marzo 1973 26ª giornata | Foggia | 2 – 0 | Arezzo |  |

| 1º aprile 1973 27ª giornata | Arezzo | 1 – 1 | Novara |  |

| 8 aprile 1973 28ª giornata | Taranto | 1 – 0 | Arezzo |  |

| 15 aprile 1973 29ª giornata | Arezzo | 1 – 1 | Catanzaro |  |

| 22 aprile 1973 30ª giornata | Como | 1 – 1 | Arezzo |  |

| 29 aprile 1973 31ª giornata | Genoa | 1 – 0 | Arezzo |  |

| 6 maggio 1973 32ª giornata | Arezzo | 0 – 0 | Brescia |  |

| 13 maggio 1973 33ª giornata | Arezzo | 1 – 0 | Reggina |  |

| 20 maggio 1973 34ª giornata | Ascoli | 3 – 1 | Arezzo |  |

| 25 maggio 1973 35ª giornata | Arezzo | 1 – 0 | Catania |  |

| 3 giugno 1973 36ª giornata | Mantova | 1 – 0 | Arezzo |  |

| 10 giugno 1973 37ª giornata | Arezzo | 1 – 1 | Bari |  |

| 17 giugno 1973 38ª giornata | Reggiana | 2 – 1 | Arezzo |  |

### Coppa Italia

#### Prima fase a gironi
| Arbitro: | Trinchieri (Reggio Emilia) |

|              |           |  |
| Graziani 90’ | Marcatori |  |

| 30 agosto 1972 2ª giornata |  | – riposo |  |  |

| Arezzo 3 settembre 1972, ore 21:00 CEST 3ª giornata | Arezzo             | 0 – 0 referto | Ternana | Stadio Comunale\| Arbitro: \| Lazzaroni (Milano) \| |
| Arbitro:                                            | Lazzaroni (Milano) |               |         |                                                     |

| Arbitro: | Calì (Roma) |

|                |           |                |
| Barlassina 26’ | Marcatori | 87’ Bertarelli |

| Arbitro: | Bernardis (Roma) |

|                            |           |  |
| Maraschi 42’ Riva 54’, 78’ | Marcatori |  |

## Statistiche

### Statistiche di squadra
| Competizione | Punti | In casa | In casa | In casa | In casa | In casa | In casa | In trasferta | In trasferta | In trasferta | In trasferta | In trasferta | In trasferta | Totale | Totale | Totale | Totale | Totale | Totale | DR |
| Competizione | Punti | G       | V       | N       | P       | Gf      | Gs      | G            | V            | N            | P            | Gf           | Gs           | G      | V      | N      | P      | Gf     | Gs     | DR |
| ------------ | ----- | ------- | ------- | ------- | ------- | ------- | ------- | ------------ | ------------ | ------------ | ------------ | ------------ | ------------ | ------ | ------ | ------ | ------ | ------ | ------ | -- |
| Serie B      | 34    | 19      | 8       | 10      | 1       | 17      | 7       | 19           | 1            | 6            | 12           | 7            | 22           | 38     | 9      | 16     | 13     | 24     | 29     | -5 |
| Coppa Italia | 4     | 2       | 1       | 1       | 0       | 1       | 0       | 2            | 0            | 0            | 1            | 1            | 4            | 4      | 1      | 2      | 1      | 2      | 4      | -2 |
| Totale       |       | 21      | 9       | 11      | 1       | 18      | 7       | 21           | 1            | 7            | 13           | 8            | 26           | 42     | 10     | 18     | 14     | 26     | 33     | -7 |

### Statistiche dei giocatori
| Giocatore       | Serie B  | Serie B | Coppa Italia | Coppa Italia | Totale   | Totale |
| Giocatore       | Presenze | Reti    | Presenze     | Reti         | Presenze | Reti   |
| --------------- | -------- | ------- | ------------ | ------------ | -------- | ------ |
| F. Arrigucci    | 7        | -6      | ?            | ?            | 7+       | -6+    |
| S. Bagatti      | 12       | 1       | ?            | ?            | 12+      | 1+     |
| B. Baiardo      | 15       | 0       | ?            | ?            | 15+      | 0+     |
| A. Baldi        | 1        | 0       | ?            | ?            | 1+       | 0+     |
| L. Barlassina   | 36       | 1       | ?            | ?            | 36+      | 1+     |
| G. Bolognesi    | 30       | 6       | ?            | ?            | 30+      | 6+     |
| P. Conti        | 32       | -23     | ?            | ?            | 32+      | -23+   |
| P. Cucchi       | 26       | 0       | ?            | ?            | 26+      | 0+     |
| L. Di Francesco | 19       | 2       | ?            | ?            | 19+      | 2+     |
| L. Farina       | 33       | 3       | ?            | ?            | 33+      | 3+     |
| P. Fontana      | 30       | 0       | ?            | ?            | 30+      | 0+     |
| F. Graziani     | 34       | 9       | ?            | ?            | 34+      | 9+     |
| P. Mariutti     | 1        | 0       | ?            | ?            | 1+       | 0+     |
| G. Martini      | 8        | 0       | ?            | ?            | 8+       | 0+     |
| D. Neri         | 13       | 0       | ?            | ?            | 13+      | 0+     |
| E. Parolini     | 31       | 0       | ?            | ?            | 31+      | 0+     |
| V. Pilone       | 2        | 0       | ?            | ?            | 2+       | 0+     |
| L. Pin          | 2        | 0       | ?            | ?            | 2+       | 0+     |
| V. Prestanti    | 6        | 0       | ?            | ?            | 6+       | 0+     |
| F. Righi        | 29       | 1       | ?            | ?            | 29+      | 1+     |
| D. Tazzioli     | 1        | 0       | ?            | ?            | 1+       | 0+     |
| L. Tonani       | 38       | 0       | ?            | ?            | 38+      | 0+     |
| B. Vergani      | 37       | 0       | ?            | ?            | 37+      | 0+     |
| M. Zampollini   | 1        | 0       | ?            | ?            | 1+       | 0+     |
| G. Zeli         | 7        | 0       | ?            | ?            | 7+       | 0+     |